# Aéroport de Johannesbourg-Lanséria
L'aéroport international Lanséria (code IATA : HLA • code OACI : FALA) est un aéroport international privatisé qui est situé au nord de Randburg et de Sandton au nord-ouest de Johannesbourg, en Afrique du Sud. 

## Situation
'
| Bloemfontein Mthatha Skukuza Richards Bay Polokwane/Pietersburg Pietermaritzburg Prétoria-Wonderboom Ulundi Upington Pilanesberg Le Cap Phalaborwa Port Elizabeth Kruger Mpumalanga Kimberley Mala Mala Durban George Plettenberg · Bay Hoedspruit Jo'bourg-Lanséria Jo'bourg-OR Tambo East London |

Carte statique des aéroports d'Afrique du Sud.Carte dynamique des aéroports d'Afrique du Sud.

## Compagnies aériennes et destinations
| Compagnies | Destinations              |
| ---------- | ------------------------- |
| FlySafair  | Durban-King Shaka, Le Cap |

Édité le 29/05/2020 Actualisé le 21/11/2023